# Time Warner Cable
Pour les articles homonymes, voir Warner.

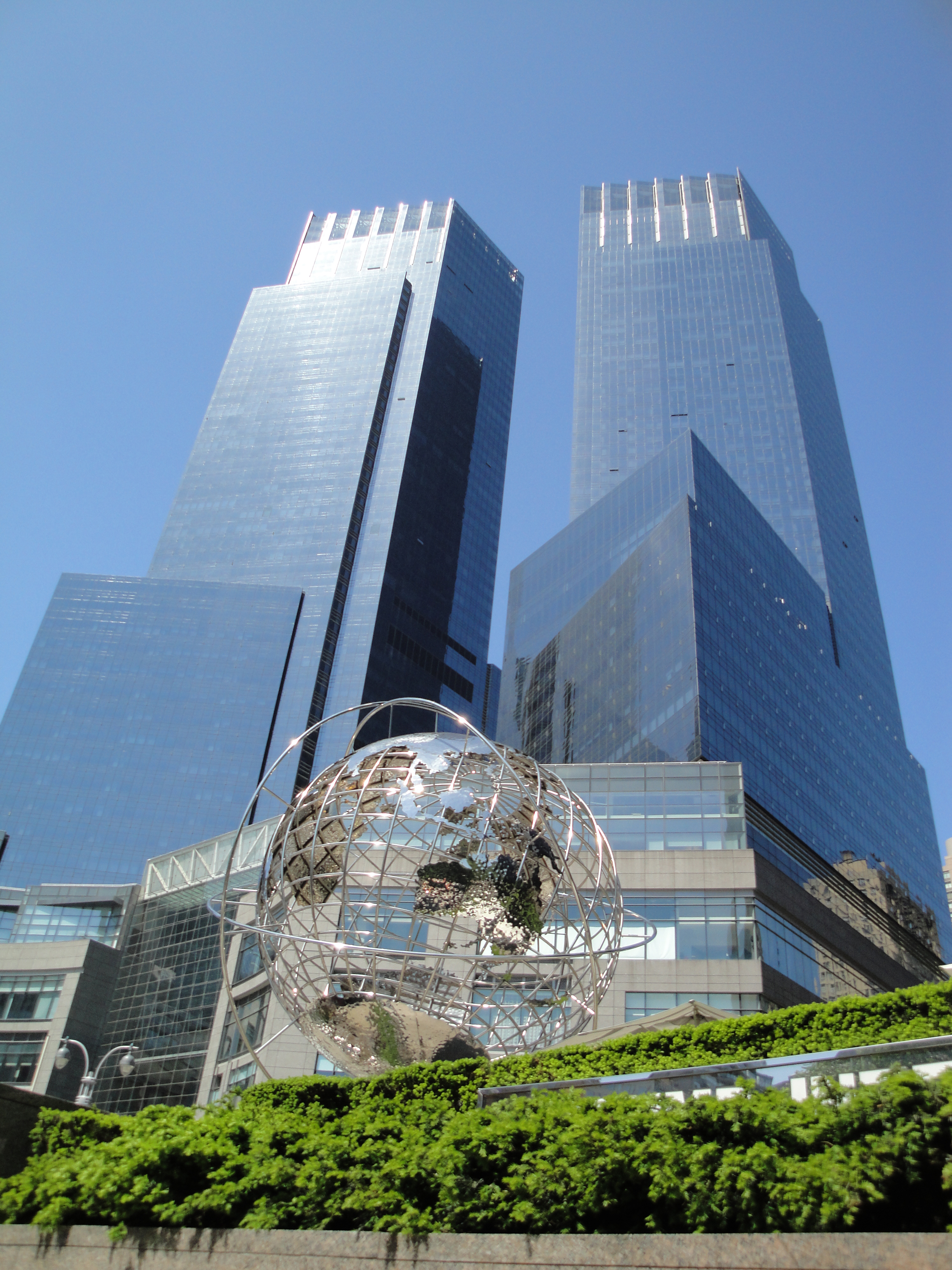
Quartier d'affaires de la société

Time Warner Cable Inc. (anciennement Warner Cable Communications) était en 2016 le second câblo-opérateur américain (derrière Comcast). 
Avant sa fusion avec Charter Communicatons, la société était cotée NYSE sous le code TWC. 

## Historique
L'entreprise a été créée en 1989 à la suite de la fusion de Time Inc et Warner Communications, en rapprochant leurs filiales respective American Television and Communications (fondée en 1968) et Warner Cable (fondé en 1973).
La société a officialisé le 21 mai 2008, une scission d'avec sa maison mère, Time Warner
Le 5 novembre 2010, Time Warner Cable annonce qu'elle proposera à compter du 10 novembre 300 heures d'émissions d'ABC-Disney-ESPN sur son nouveau service Primetime HD on Demand qui comprend ABC, Sports On Demand, ESPN, ESPNU, ESPN Deportes, Entertainment On Demand, ABC Family, SOAPnet, Kids On Demand, Disney XD, Primetime HD On Demand, ABC HD, NBC HD et CBS HD.
En octobre 2013, Time Warner Cable acquiert DukeNet Communications, une entreprise de fibre optique basée en Caroline du Nord et Caroline du Sud ainsi que 5 autres états, pour 600 millions de dollars.
En février 2014, Comcast annonce le projet de racheter Time Warner Cable pour 45,2 milliards de dollars, alors qu'ils sont respectivement le premier et le second câblo-opérateur américain,. Le projet est abandonné en avril 2015, à la suite des pressions de l'autorité de la concurrence américaine.
En mai 2015, Charter Communications annonce l'acquisition de Time Warner Cable pour 56 milliards de dollars, soit bien plus que la tentative d'acquisition de Time Warner Cable par Comcast ou la première tentative d'acquisition de Time Warner Cable par Charter Communications pour 37 milliards de dollars en 2014.
En mai 2016 L'autorité de régulation américaine du secteur des télécommunications, la FCC, a approuvé la fusion entre Charter Communications et Time Warner Cable.

### Identité visuelle

Ancien logo de Time Warner Cable de 1990 à 2010.
Logo actuel depuis 2010.